# Il coraggio dei piuma
Il coraggio dei piuma è il secondo album dei Valentina Dorme, un gruppo musicale veneto pop rock indie italiano nato nel 1992 in provincia di Treviso.

## Il disco
Il disco è stato pubblicato nella primavera del 2005 dalla Fosbury Records.

## Tracce
1. Dobermann
2. Canzone di lontananza
3. Il mare
4. Il coraggio dei piuma
5. Le tue vancaze in Malesia
6. L'amore a trent'anni
7. Un tuffatore
8. In una tempesta
9. Una vita normale
10. Teatro leggero
11. Il giorno n°303

## Formazione
- Mario Pigozzo Favero – voce, chitarra,
- Paolo Carraro – chitarra
- Alessandro Berton – basso
- Lucio Gazzola – batteria

con
- Angelo Piva – basso, voce
- Max Trisotto – organo Hammond